# Désiré Georges Jean Marie Bois
Pour les articles homonymes, voir Bois (patronyme).
Désiré Georges Jean Marie Bois ou Désiré Bois (9 octobre 1856 - 2 février 1946) est un botaniste, horticulteur et agronome français.
De 1920 à 1932, il est directeur et professeur au Muséum national d'histoire naturelle de Paris. Il est président de la Société botanique de France, en 1920, puis lors d'un second mandat en 1931.

## Distinctions
Il est élu membre de l'Académie des sciences coloniales en 1925. Il est nommé chevalier de la Légion d'honneur en 1902 et est promu officier en 1932.

## Publications
- Nicolas-Auguste Paillieux et Désiré Bois, Le Potager d'un curieux : Histoire, culture et usages de 100 plantes comestibles peu connues ou inconnues, Paris, Librairie agricole de la maison rustique, 1885, 294 p.
- D. Bois, Atlas des plantes de jardins et d'appartements exotiques et européennes, Klincksieck, 1896432 p. + 320 planches en trois tomes
- D. Bois, Dictionnaire d'Horticulture, 1899
- D. Bois, La récolte et l'expédition des graines & des plantes vivantes, Paris, Les fils d’Émile Deyrolle, 1911, 24 p.
- G. Capus et D. Bois, Les produits coloniaux. Origine, production, commerce, Paris, Armand Colin, 1912, 687 p., 203 gravures
- Désiré Bois, Les plantes alimentaires chez tous les peuples et à travers les âges, vol. I : Phanérogames légumières, Paris, Paul Lechevallier, 1927, 255 figures
- Désiré Bois, Les plantes alimentaires chez tous les peuples et à travers les âges, vol. II : Phanérogames fruitières, Paris, Paul Lechevallier, 1928, 261 figures
- Désiré Bois, Les plantes alimentaires chez tous les peuples et à travers les âges, vol. III : Plantes à épices, à aromates, à  condiments, Paris, Paul Lechevallier, 1934, 71 figures
- Désiré Bois, Les plantes alimentaires chez tous les peuples et à travers les âges, vol. IV : Les plantes à boissons, Paris, Paul Lechevallier, 1937, 111 figures

Il existe 150 enregistrements IPNI de ses identifications et dénominations de nouvelles espèces, qui furent publiés notamment dans : Bull. Mus. Hist. Nat. (Paris) ;  Rev. Hort. Paris ; Notul. Syst. ; Pl. Aliment. ; Vilm. & Bois, Frut. Vilm. ;  Compt. Rend. Acad. Sci. Paris ;  Journ. Hort. Fr. ; Potag. Cur.